# Sakigake
Sakigake (en japonais さきがけ, littéralement « Pionnier » ; MS-T5 de son nom de code) est la première sonde interplanétaire du Japon. Le projet est développé par l'agence spatiale ISAS, émanation de l'Université de Tokyo tandis que la plateforme est fabriquée par Nippon Electronics Corporation. Son objectif est de préparer le survol de la comète de Halley par la sonde spatiale jumelle Suisei en validant dans l'espace interplanétaire les équipements embarqués et au sol et tester le fonctionnement du lanceur M-3SII-1 mis au point pour permettre de placer un engin spatial sur une orbite héliocentrique. Ce satellite de petite taille (138 kg), embarquait plusieurs instruments scientifiques qui lui ont permis d'effectuer des observations sur le plasma et les champs magnétiques dans l'espace interplanétaire.

## Historique

### Contexte: le programme spatial japonais dans les années 1970
Le Japon développe à partir des années 1960 des fusées et parvient en 1970 à placer en orbite son premier satellite artificiel. Deux agences spatiales sont chargées du programme spatial japonais. La NASDA tournée vers les satellites d'application et l'ISAS, émanation de l'Université de Tokyo, qui réalise et lance des satellites scientifiques avec son propre lanceur, évolution d'une fusée-sonde qui utilise uniquement sur des moteurs à propergol solide. En 1973 une délégation de l'ISAS en visite à la NASA découvre que l'agence spatiale américaine n'a aucun plan pour développer une mission spatiale vers les comètes. Malgré l'intérêt scientifique pour un type de corps céleste dont on ne savait pas grand-chose, aucune agence spatiale n'avait donc de projet de mission vers ce type de destination à cette époque.

### Le retour de la comète de Halley
La comète de Halley circule sur une orbite qui la fait repasser tous les 75 à 76 ans dans le système solaire interne (dont la Terre). D'une luminosité remarquable (elle est visible à l'œil nu depuis la Terre), elle a été étudiée et reconnue très tôt puisque les premières observations fiables rapportées émanant d'une source fiable ont été effectuées en 240 av. J.-C. par les chinois. Le caractère périodique de son orbite a été établi en 1695 par l'astronome anglais Edmund Halley qui prédit son retour en 1758. Des observations astronomiques très poussées ont été effectuées durant son passage en 1835 et 1910 et la communauté scientifique attendait beaucoup de son retour en 1986 malgré une position peu favorable de la Terre par rapport à l'orbite de la comète. Halley est une comète de période courte dont l'apogée se situe 30 Unités Astronomiques du Soleil au-delà de l'orbite de Neptune et qui passe au plus près du Soleil à une distance de 0,587 U.A. Du fait de son orbite très excentrique, sa vitesse au plus près du Soleil est très élevée. Elle circule par ailleurs sur une orbite rétrograde (inverse de celle de la Terre)  ce qui accroit sa vitesse relative par rapport à tout engin spatial. Malgré ces circonstances peu favorables pour une mission spatiale de survol, le passage de 1986 de la comète de Halley a immédiatement attiré l'intérêt des agences spatiales pour des raisons factuelles.

### Feu vert pour la mission japonaise vers Halley
Sans doute motivé par l'absence de plan de la part de la NASA, l'ISAS décide d'étudier la réalisation d'une mission de survol de la comète de Halley. À l'époque, le lanceur de l'ISAS ne permet pas de lancer un engin spatial vers une destination interplanétaire. La fusée Mu-3S ne permet de placer que 300 kg en orbite basse et l'agence spatiale n'a jamais encore lancé d'engin spatial dans l'espace interplanétaire. Néanmoins le projet est approuvé en 1979 soit 6 ans avant le lancement. Pour parvenir à s'approcher de la comète compte tenu des contraintes auxquelles ils doivent faire face (fenêtre de lancement imposée par le lobby des pêcheurs, complexité des opérations de navigation dans l'espace interplanétaire, faible puissance du lanceur), les ingénieurs japonais choisissent de survoler la comète de Halley une fois que celle-ci est passée au plus près du Soleil et de placer le survol vers l'endroit où la comète franchit le plan de l'écliptique dans sa trajectoire descendante. Le développement de deux sondes spatiales, pratiquement identiques, est décidé. Il s'agit d'une part de MS-T5 (Mu Satellite-Test 5), rebaptisé après son lancement Sakigake, qui doit être lancé avec quelques mois d'avance pour valider le fonctionnement de la plateforme, le déroulement des opérations dans l'espace interplanétaire et les capacités de la nouvelle version du lanceur Mu-3SII développé pour la mission. La deuxième sonde spatiale Planet-A, rebaptisée après son lancement Suisei, doit effectuer le survol au plus près de la comète de Halley.

## Coopération internationale: l'armada de Halley
Sakigake et Suisei ne sont pas les seules sondes spatiales développées pour étudier Halley à l'occasion de son passage près du Soleil en 1956. L'Union soviétique prévoit de lancer deux missions à destination de Vénus - Vega 1  et Vega 2 - qui, une fois leur mission principale remplie (largage d'un ballon-sonde et d'un atterrisseur dans l'atmosphère de Vénus, doivent survoler à faible distance le noyau comète. Ces sondes spatiales emportent des instruments pratiquement similaires à ceux de Giotto. L'Agence spatiale européenne, de son côté, développe Giotto qui doit survoler la comète à moins de 1 000 kilomètres et emporte une dizaine d'instruments scientifiques. Un comité est mis en place - l' Interrnal Halley Watch -  sous l'égide des Nations unies pour coordonner les opérations de ces différentes sondes spatiales (baptisée l'Armada de Halley) et limiter les observations redondantes. La décision la plus importante prise par cette commission est d'affiner la trajectoire de  Giotto, qui est la dernière mission à survoler Halley, à l'aide des informations fournies par les sondes spatiales Vega. En effet, compte tenu de la vitesse de la comète, des jets de gaz émis et des difficultés soulevées par l'observation d'un objet aussi proche du Soleil, il était difficile de déterminer la trajectoire de Halley avec une précision inférieure à 3 000 km. Les mesures prises par les sondes spatiales Vega permettaient de réduire cette valeur à 125 km.

## Développement de la mission
Pour pouvoir lancer sa première mission interplanétaire, l'ISAS devait développer une version de lanceur suffisamment puissante, créer une station terrienne disposant d'une antenne parabolique suffisamment large pour pouvoir communiquer à grande distance avec les sondes spatiales, développer une plateforme de satellite adaptée au fonctionnement dans l'espace interplanétaire et mettre au point un logiciel de navigation permettant de contrôler avec une grande précision la trajectoire des engins interplanétaires.

### Le lanceurMu-3SII

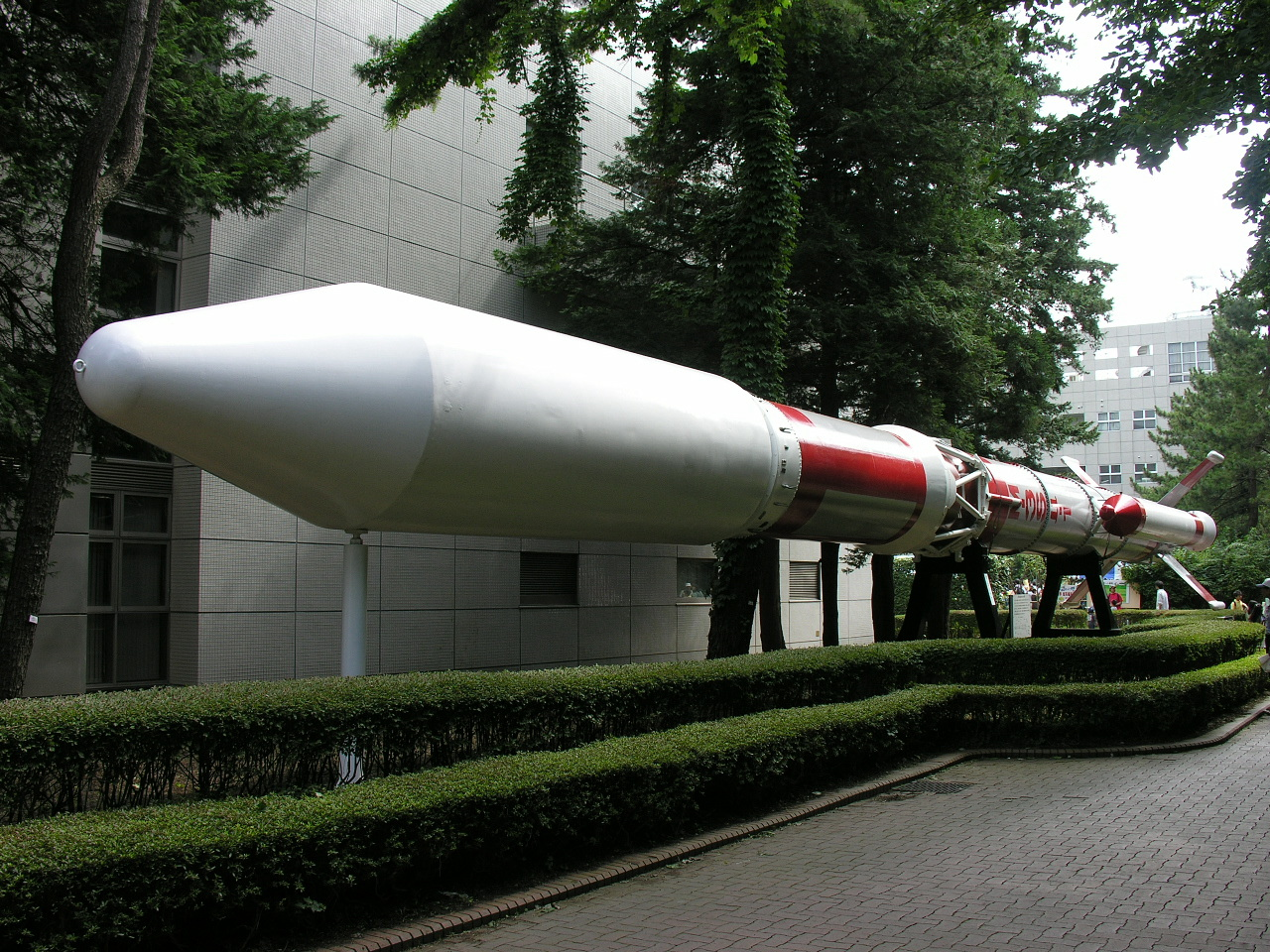
Maquette du lanceur Mu-3SII développé pour le lancement des sondes spatiales à destination de la comète de Halley (échelle 1).

L'ISAS dispose à l'époque du lanceur Mu-3S capable de placer 300 kg en orbite basse. Cette fusée d'une masse de 50 tonnes comporte trois étages à propergol solide et 8 petits propulseurs d'appoint. Pour lui donner une capacité de lancement interplanétaire, le deuxième (M-23) et le troisième étage (M-3B) sont de nouvelles versions allongées, les huit propulseurs d'appoint sont remplacés par deux propulseurs fournissant une poussée globale beaucoup plus importante. Le premier étage (M-13) reste inchangé. Un quatrième étage  (KM-P) est ajouté pour fournir la poussée permettant d'échapper à l'attraction terrestre. Toutes ces modifications permettent au lanceur de placer un satellite de 770 kg sur une orbite basse et une sonde spatiale de 140 kg sur une orbite interplanétaire.

### Construction de la station terrienne d'Usuda

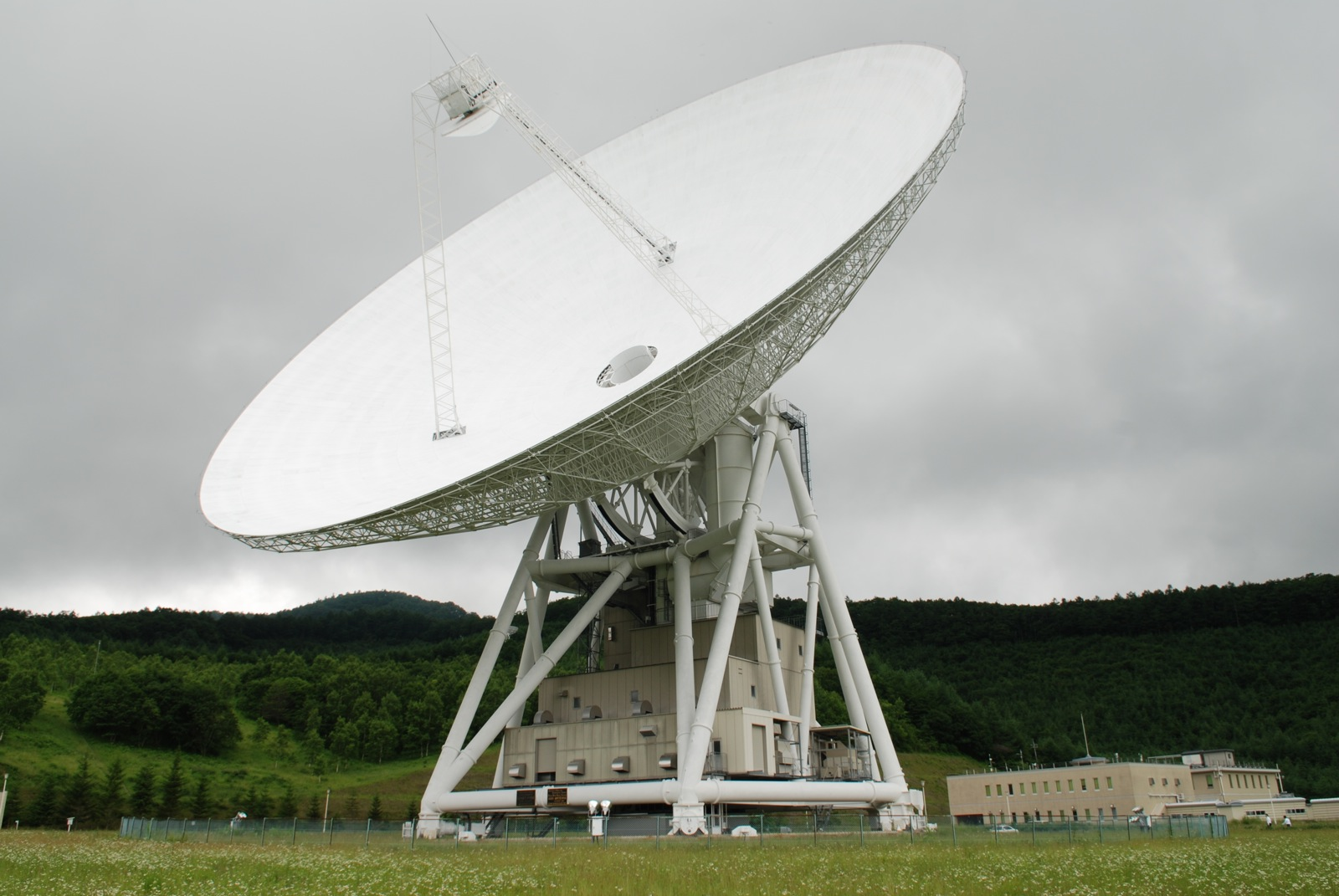
L'antenne parabolique de 64 mètres de diamètre du Centre d'espace lointain d'Usuda.

Pour communiquer à grande distance avec les sondes spatiales lancées vers la comète de Halley, l'ISAS a besoin d'une station terrienne disposant d'une antenne parabolique de grande taille. Un groupe de travail formé par des ingénieurs de Mitsubishi Electric et NEC étudie en 1980 les réalisations existantes. Le site choisi pour installer la station devait répondre à plusieurs critères : il devait être entouré de montagnes pour que celles-ci fassent écran aux émissions radio terrestres, être à l'écart des lignes aériennes, être éloigné des lignes à haute tension, être suffisamment proche de Tokyo, siège de l'agence spatiale, pour la transmission des données. Enfin l'installation devait obtenir l’agrément des autorités locales. Une dizaine de sites répondant à ces critères sont étudiés. Le site retenu se trouve dans le village d'Usada rattaché à la ville de Saku à 170 kilomètres de Tokyo. Pour installer l'antenne parabolique de 64 mètres de diamètre et de  2 000 tonnes, une route est construite pour desservir le site. Le Centre d'espace lointain d'Usuda est inauguré le 31 octobre 1984 trois mois avant le lancement de Sakigake.

## Objectifs scientifiques de la mission Sakigake
Compte tenu de sa fenêtre de lancement, Sakigake ne pouvait pas s'approcher de moins de quelques millions de kilomètres de la comète de Halley. Passant à 7 millions de kilomètres de celle-ci on lui donna comme objectif de mesurer les interactions éventuelles entre le plasma cométaire et le vent solaire

## Caractéristiques techniques
Sakigake utilise une plateforme ultralégère développée par  Nippon Electronics Corporation similaire à celle de  Suisei. Le corps de la sonde est construit autour d'un tube central qui supporte une plateforme sur laquelle sont fixés les équipements électroniques et le cylindre de 1,4 mètre de diamètre, haut de 80 cm dont les flancs sont couverts de cellules solaires qui fournissent environ 104 watts. Pour alléger l'ensemble, les structures sont réalisées en nid d'abeilles d'aluminium et en composite carbone. Sur la partie supérieure se trouvent une antenne parabolique grand gain de 80 cm de diamètre permettant de transmettre les données avec un débit de 64 kilobits par seconde ainsi que les instruments scientifiques. La sonde dispose également d'antennes moyen gain et faible gain. La masse totale est de 139,5 kg.
La sonde est stabilisée par mise en rotation autour de l'axe du cylindre avec deux vitesses possibles : 0,2 tour par minute et 6,3 tours par minute (vitesse normale). L'axe de rotation est maintenu perpendiculaire au plan de l'orbite. L'antenne grand gain est fixée sur un axe dont le mouvement de rotation neutralise celui du satellite pour la maintenir pointée vers la Terre. Le contrôle d'attitude et les corrections de trajectoire sont effectués à l'aide de moteurs-fusées d'une poussée de 3 newtons fonctionnant avec de l'hydrazine. La sonde spatiale en emporte 10 kg dans deux sphères en titane qui permettent un changement de vitesse total de 50 m/s. La sonde spatiale utilise des capteurs solaires et un viseur d'étoiles pour déterminer son orientation.

### Instrumentation scientifique
L'instrumentation scientifique comprend trois instruments d'une masse de  : 
- La sonde à plasma PWP (Plasma Wave Probe) doit mesurer à la fois le champ électrique et le champ magnétique de l'espace interplanétaire. Le champ électrique est mesuré dans les fréquences comprises entre 5 et 200 kHz en mode balayage et entre 70 Hz et 2,8 kHz en mode multi-canal (16 canaux). L'antenne utilisée de type dipôle est longue de 10 mètres.
- Le magnétomètre IMF (Interplanetary Magnetic Field) est de type fluxgate trois axes mesure le champ magnétique interplanétaire dans la bande de fréquence 0 à 3 Hz. Le capteur est monté à l'extrémité d'une perche de 2 mètres. La plage dynamique est de 64 nT avec une résolution de 0,032 nT.
- Le détecteur d'ions du vent solaire SOW (Solar Wind Detector) comporte une cavité de Faraday avec quatre grilles. La surface de détection est de 70 cm2. Le champ de vue est de 120°. L'instrument fournit la direction des ions, leur vitesse, la densité et la température du vent solaire.

## Déroulement de la mission
Sakigake est lancée le 7 janvier 1985 T.U. depuis le centre spatial de Uchinoura par une fusée Mu M-3SII dont c'est le premier vol. Le lancement a dû être décalé de 3 jours à cause du mauvais temps puis d'un problème de valve sur le lanceur ce qui a pour effet d'accroitre la distance de survol de la comète de 3 millions de kilomètres.  Le fonctionnement du lanceur est néanmoins nominal. La sonde spatiale est placée sur une orbite héliocentrique de 0,81 x 1,01 U.A. avec une inclinaison orbitale de 0,07° par rapport au plan de l'écliptique et une période orbitale autour du Soleil de 318,6 jours. Elle passe au plus près de  la comète de Halley le 11 mars 1986, à une distance de 6,99 millions de kilomètres. La durée de la mission était fixée à 18 mois mais la sonde spatiale disposait encore d'une grande quantité de carburant. L'envoi vers Vénus et Mars sont écartés faute d'une instrumentation adaptée et en ce qui concerne Mars parce que la sonde spatiale n'est pas conçue à une distance aussi grande du Soleil. L'agence spatiale japonaise décide de diriger la sonde spatiale vers la comète 21P/Giacobini-Zinner avec un survol programmé en février 1996. Pour y parvenir la sonde spatiale devait manœuvrer pour passer à quatre reprises près de la Terre en utilisant l'assistance gravitationnelle de celle-ci. Un premier passage effectué le 8 janvier 1992 modifie son orbite (0,916 x 1,154 U.A.) et permet aux instruments de Sakigake de collecter des données sur la queue de la magnétosphère terrestre. Deux autres survols de la Terre sont effectués le 14 juin 1993 et le 28 octobre 1994, mais avec une moindre précision. L'hydrazine ayant été pratiquement épuisée, l'agence spatiale abandonne l'idée d'un deuxième survol de comète. Les télémesures ne sont plus envoyées par la sonde spatiale à partir du 15 novembre 1995, mais le signal continue à être reçu. L'émetteur de la sonde spatiale est éteint le 7 janvier 1999 le jour du 14e anniversaire de son lancement,,.

## Résultats scientifiques
Des ondes de plasma kilométriques ont été détectés dans la gamme de fréquence 30–195 kHz alors que la sonde se situait à des distances allant de 7 à 12 millions de km. Ces ondes électromagnétiques sont le résultat des ondes de plasma interagissant localement selon le sens de propagation de l'onde de choc. En prenant en compte le taux de production de gaz par la comète et le taux d'ionisation par les radiations UV du vent solaire, la densité du plasma dans la coma a pu être estimée. Compte tenu de ce résultat, et des positions mesurés du choc, la distance entre l'arc de choc au noyau de la comète a été évalué entre 400 000 et 500 000 km. Des distances similaires ont été trouvées par l'expérience RPA-Copernic de Giotto et l'expérience ESP de Suisei.
Lors du plus proche survol, le magnétomètre à relevé des ondes hydromagnétiques linéairement polarisées d'une amplitude de 2 nT. Un signal d'une durée d'environ deux heures a été mesuré sur l'axe y du magnétomètre avec une période de 375 s puis successivement sur l'axe z avec une durée et une amplitude similaire mais d'une période de 150 s. Ces fréquences coïncident avec la fréquence cyclotron de {\displaystyle {\ce {O+}}} (ou {\displaystyle {\ce {H2O+}}}). Ces ions sont vraisemblablement arrachés à la comète par le plasma du vent solaire. La présence de ces ions a été vérifiée par l'expérience ESP de Suisei et des ondes similaires ont été détecté sur la comète Giacobini-Zinner par la sonde ICE.